# Sônia Guajajara
Sônia Bone de Souza Silva Santos, född 6 mars 1974, vanligtvis känd som Sônia Guajajara, är en brasiliansk aktivist för ursprungsfolkens rättigheter, miljöaktivist och politiker. Sedan januari 2023 sitter Guajajara i regeringen Lula som minister för Brasilianska ursprungsbefolkningen.
2022 utsågs Guajajara till en av de 100 mest inflytelserika människorna i världen av Time.

## Biografi
Sônia Guajajara tillhör Guajajarafolket och växte upp på Guajajarareservatet i Amazonas regnskog. Hennes föräldrar kunde inte läsa och Guajajara lämnade hemmet vid 10 år för att börja jobba. Hon blev intresserad av politik i ung ålder, och har ägnat sitt liv åt att försvara rättigheterna för ursprungsbefolkningar i Brasilien. Hon har varit en ledande röst i kampen för skydd av regnskogen och har kämpat mot skogsskövling och olaglig markanvändning. Guajajara har också varit en stark förespråkare för att förbättra tillgången till utbildning och hälsovård för ursprungsbefolkningar.
Hon leder Articulação dos Povos Indígenas do Brasil (Föreningen för Brasiliens ursprungsbefolkning, APIB), en organisation som representerar ca 300 grupper i Brasilien.

## Politisk karriär
Sônia Guajajara är ansluten till Partiet Socialism och Frihet (PSOL). 
Hon kandiderade först till Brasiliens presidentpost i Parlamentsvalet i Brasilien 2018. Sedan kandiderade hon som Guilherme Boulos vicepresident i samma val. 
2022 ställde hon upp i det brasilianska kongressvalet och blev en av de första personerna från ett urfolk att vinna en plats som kongressledamot. Sedan januari 2023 är hon Brasiliens första urfolksminister.